# Kleiner Zschirnstein
Der Kleine Zschirnstein ist ein 472,7 m ü. NHN hoher Tafelberg im Elbsandsteingebirge in Sachsen. 

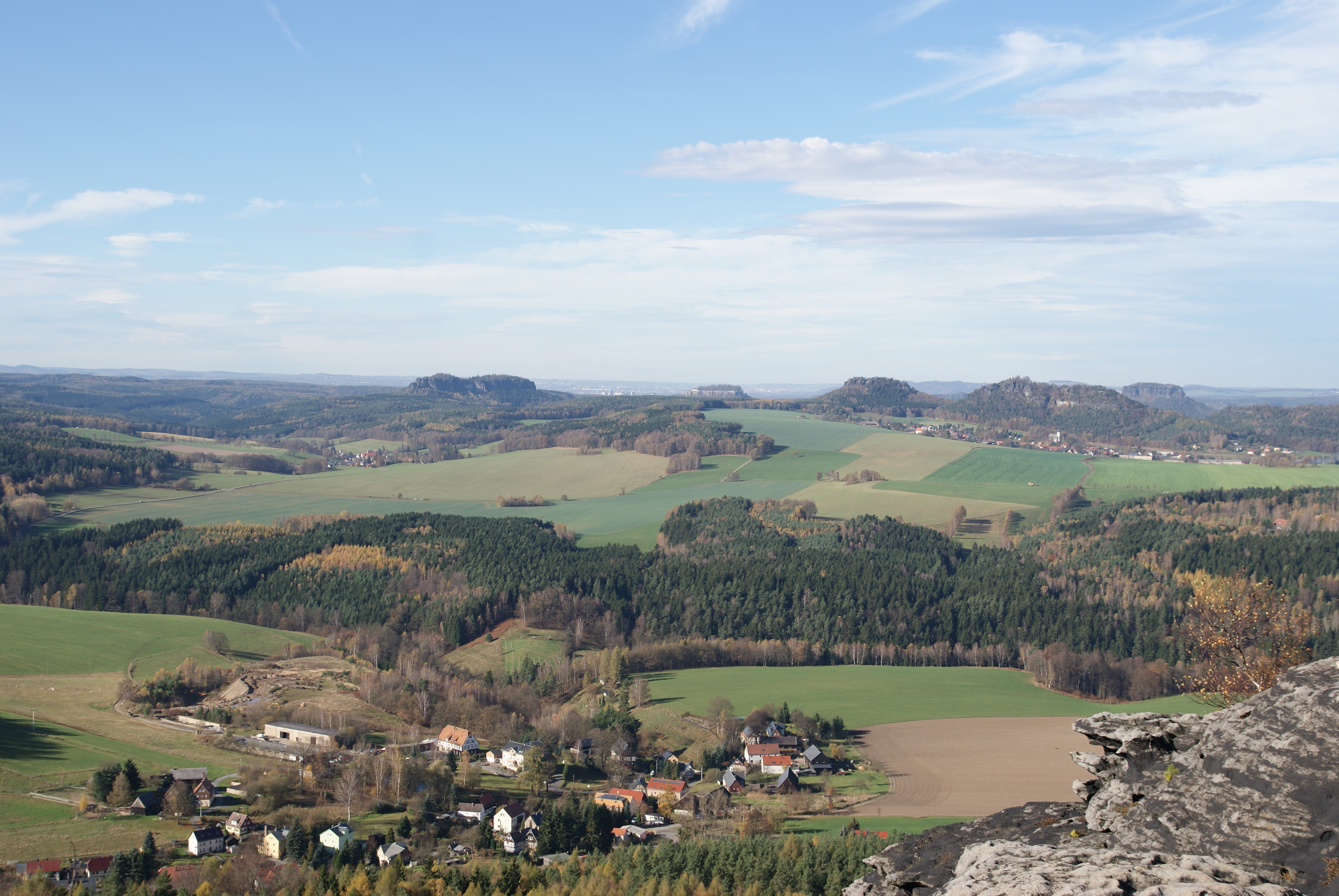
Blick vom Kleinen Zschirnstein

Er befindet sich nördlich vom Großen Zschirnstein oberhalb des Dorfes Kleingießhübel und liegt in der Flur von Reinhardtsdorf, Gemeinde Reinhardtsdorf-Schöna, im Landkreis Sächsische Schweiz-Osterzgebirge. Das von Ost nach West ansteigende Gipfelplateau ist mit Nadelgehölzen bewaldet. Während der Süden des Tafelberges flach ausläuft, befinden sich auf der Nordseite steile Felswände mit einigen freistehenden Klettergipfeln. Vom Gipfel ist eine weite Aussicht in die Sächsisch-Böhmische Schweiz möglich.
Am 13. April 1844 ereignete sich hier ein größerer Felssturz.
Auf den Plateauflächen befinden sich einige muldenartige Vertiefungen, die eine Folge von Verwitterungserscheinungen sind. Eine davon wurde um 1870 irrtümlicherweise als Ort einer heidnischen Kultstätte gedeutet.